# پل دنگهای

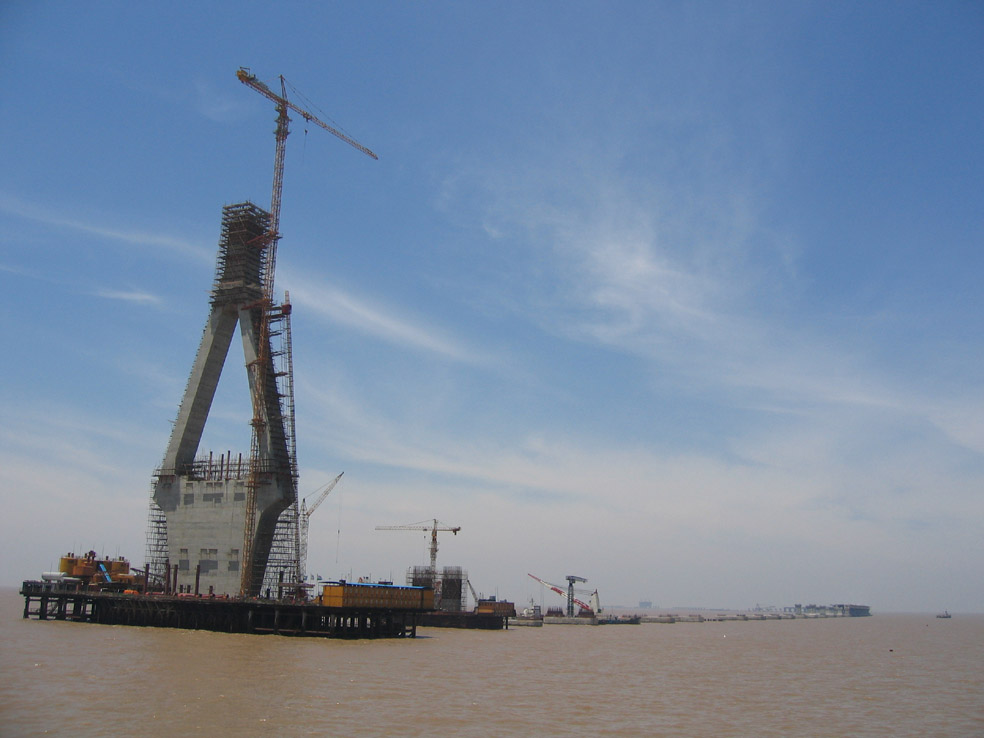
پل دُنگهای هنگام ساخت

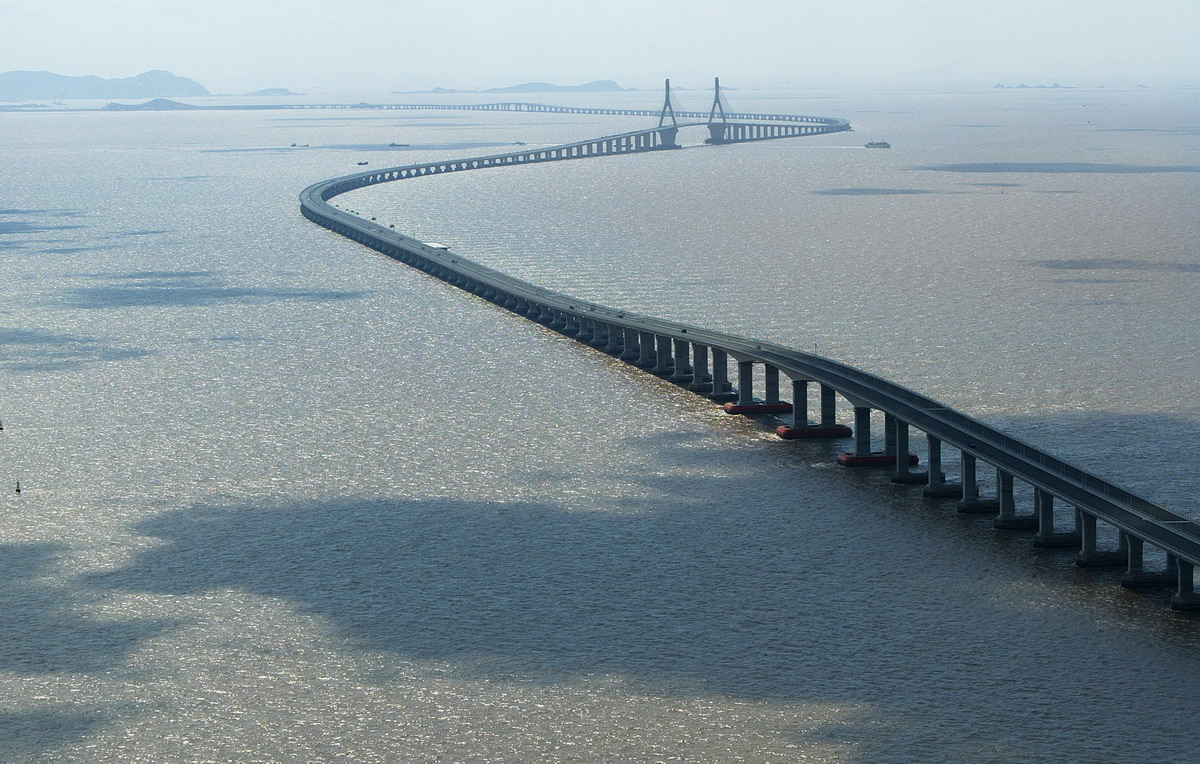
پل دُنگهای

پل دُنگهای (چینی ساده شده : 大桥 东海؛ چینی سنتی : 大桥 东海؛ پینیین : Dōnghǎi Dàqiáo؛ به معنی «پل بزرگ دریای شرق») طولانی‌ترین پل روی دریا در جهان بود تا زمانی که پل خلیج هانگژو در ۱ مه ۲۰۰۸ بازگشایی شد. در ۱۰ دسامبر ۲۰۰۵ به پایان رسید. این پل در مجموع ۳۲/۵ کیلومتر طول دارد و شانگهای سرزمین اصلی را به بندر آب-ژرف یانگشان در چین متصل میکند.